# Siccia albisparsa
Siccia albisparsa är en fjärilsart som beskrevs av George Francis Hampson 1898. Siccia albisparsa ingår i släktet Siccia och familjen björnspinnare. Inga underarter finns listade i Catalogue of Life.